# 2011 у театрі

## Події
- серпень — Пікетом під стінами Львівської міської ради розпочали театральний сезон актори Львівського академічного театру ім. Леся Курбаса, які протестують проти недбалого ставлення влади до культури. За всі чотири роки, після отримання статус академічного, актори не отримали жодних надбавок[1]

## Прем'єри
Березень
- 25 березня —
  - «Лісова пісня» за драмою Лесі Українки (реж. Андрій Приходько, Львівський академічний театр імені Леся Курбаса)[2]
  - «На дні» за п'єсою Максима Горького (реж. Віталій Малахов, Київський академічний драматичний театр на Подолі)

Квітень
- 16 квітня —
  - «Ілюзії вальсу» за Ольгою Кобилянською (реж. ???, Чернівецький музично-драматичний театр імені Ольги Кобилянської)

Червень
- 15 червня —
  - «Тисяча снопів вітру» Івана Миколайчука (реж. ???, Чернівецький музично-драматичний театр імені Ольги Кобилянської)

Жовтень
- 24 жовтня —
  - «Шалене суботнє надвечір'я» Марселем Мітуа (реж. ???, Чернівецький музично-драматичний театр імені Ольги Кобилянської)

Листопад
- 25 листопада —
  - «Минулого літа в Чулімську» за п'єсою Олександра Вампілова (реж. Віталій Малахов, Київський академічний драматичний театр на Подолі)

Без дати
- - «Квартет для двох» Анатолія Крима (реж. Анатолій Петров, Київський академічний молодий театр)
  - «Лихо з розуму» за п'єсою Олександра Грибоєдова (реж. Андрій Білоус, Навчальний театр КНУТКіТ ім. Івана  Карпенка-Карого) (дипломна вистава українського курсу. Художній керівник курсу Едуард Митницький)
  - «Людина і вічність» Андрія Курейчика (реж. Тарас Криворученко, Київський академічний молодий театр)
  - «Найвище благо на світі» за п'єсою «Місяць на селі» Івана Тургенєва (реж. Андрій Білоус, Київський академічний театр драми і комедії на лівому березі Дніпра)
  - «Той, та та інші» Іштвана Еркеня (реж. Бела Меро, Київський академічний молодий театр)

## Фестивалі
- Міжнародний фестиваль «Слов'янські театральні зустрічі» (Чернігівський обласний академічний український музично-драматичний театр імені Тараса Шевченка, м. Чернігів)

## Діячі театру

### Померли
Січень
- 1 січня —
  -  Герд Хеннеберг (???) — німецький актор театру та кіно

- 13 січня —
  -  Еллен Стюарт (91) — американська театральна режисерка та продюсерка, засновниця експериментального театру-студії «Ла МаМа»

- 15 січня —
  -  Ромул Лінні (???) — американський драматург та актор

Лютий
- 28 лютого —
  -  Анні Жирардо (79) — французька акторка театру та кіно

Квітень
- 24 квітня —
  -  Марі-Франс Пізьє (66) — французька актриса театру і кіно, режисерка та сценаристка

Травень
- 7 травня —
  -  Міклош Хубаї (93) — угорський драматург

Червень
- 4 червня —
  -  Моріс Гаррель (88) — французький актор театру та кіно, засновник акторсько-режисерської династії, батько Філіпа Гарреля, дід Луї Гаррелья та Естер Гаррель

Вересень
- 21 вересня —
  -  Полетт Дюбо (100) — французька акторка, акторський дебют якої відбувся у семирічному віці в Паризькій опері

Грудень
- 18 грудня —
  -  Вацлав Гавел (75) — чеський політик, громадський діяч, дисидент, драматург та есеїст. Працював у 1960-х роках в театрі «Divadlo Na zábradlí» (театр «На поручнях»), де став відомим завдяки п'єсам Святкування у садочку (1963) та «Зауваження» (1965)